# Comtec Racing
Comtec Racing é uma equipe de automobilismo sediada em Norfolk, Reino Unido que disputa a World Series by Renault e a Fórmula Renault 2.0
Comtec Racing foi fundada em 2001 por iniciativa de Jonathan Lewis e Pierre Moncheur, ingressam na World Series by Renault na temporada 2006 com os pilotos Alx Danielsson e Celso Miguez. Esse ano, obtiveram 4 vitórias com Danielsson - uma delas foi decidida por um tribunal ao desclassificar o piloto venezuelano Pastor Maldonado (hoje na Fórmula 1; é um dos pilotos da WilliamsF1) que hava vencido a prova. Em sua estréia na categoria, a Comtec conseguiu levar Danielsson ao título de pilotos da W.S.R. e ao terceiro lugar nos construtores, com 130 pontos.
Para a temporada 2007 da World Series, o time conta com os pilotos Jaap Van Lagen e Alejandro Núñez. Para esta temporada, o nome da equipe é Red Devil Team Comtec.